# Муса Дембеле (фудбалер, 1987)
Муса Сиди Јаја Дембеле (хол. Moussa Sidi Yaya Dembélé; Вилријк, 16. јул 1987) је белгијски фудбалер који игра на позицији везног играча. Тренутно наступа за Гуангџоу Сити.

## Трофеји
АЗ Алкмар
- Ередивизија (1) : 2008/09.
- Суперкуп Холандије (1) : 2009.